# Aristòmaca d'Èritres
Aristòmaca (grec antic: Ἀριστομάχη, llatí: Aristomache) fou una poeta grega natural d'Èritres de Jònia que va guanyar un premi als Jocs Ístmics. Va dedicar un llibre d'or (probablement escrit en lletres daurades) al tresor de Sició, segons que diu Plutarc.